# Tây Sumatera
Tây Sumatera hay Tây Sumatra (tiếng Indonesia: Sumatera Barat) (viết tắt Sumbar) là một tỉnh của Indonesia trên bờ Tây của đảo Sumatra, và giáp với các tỉnh Sumatera Utara về phía Bắc, Riau và Jambi về phía Tây, và Bengkulu về phía Đông-Nam. Nó bao gồm quần đảo Mentawai ngoài khơi. Tỉnh lỵ là Padang.